# 熱愛 (1973年のテレビドラマ)
『熱愛』（ねつあい）は、東海テレビ制作・フジテレビ系列で、1973年9月17日～11月23日に放送された昼ドラマである。

## キャスト
- 渡辺文雄
- 服部妙子

## スタッフ
- 監督:平野一夫、柳瀬観
- 脚本:鶴島光重、竹内勇太郎